# William Russell Ellis
William Russell Ellis (ur. 23 kwietnia 1850, zm. 18 stycznia 1915) – amerykański polityk związany z Partią Republikańską.
W dwóch różnych okresach reprezentował drugi okręg wyborczy w stanie Oregon w Izbie Reprezentantów Stanów Zjednoczonych. Najpierw, w latach 1893–1899 zasiadał tam przez trzy dwuletnie kadencje Kongresu Stanów Zjednoczonych, a w latach 1907–1911 powrócił do parlamentu na kolejne dwie dwuletnie kadencje.